# Saskia Sassen
Saskia Sassen (Den Haag, 5 januari 1947) is een Nederlands-Amerikaans sociologe en econome. Ze is bekend door haar onderzoeken naar globalisering en internationale migratie. Anno 2007 was ze hoogleraar sociologie aan de Universiteit van Chicago en aan de London School of Economics. Ze is getrouwd met de socioloog Richard Sennett.

## Jeugd en studie
Sassen werd geboren in Nederland, maar groeide op in de Argentijnse hoofdstad Buenos Aires, waar haar vader, de SS'er Willem Sassen, naartoe was gevlucht om veroordeling en celstraf te ontlopen. Een groot deel van haar jeugd bracht ze door in Italië.
Van 1966 studeerde ze elk jaar in een andere stad filosofie en politicologie, namelijk aan de Universiteit Poitiers in Frankrijk, de Università degli Studi di Roma en de Universidad Nacional de Buenos Aires. Vanaf 1969 studeerde ze sociologie en economie aan de University of Notre Dame, Indiana, waar zij, respectievelijk in 1971 en 1974, haar Master en Ph.D. diploma haalde. Daarnaast haalde zij in 1974 ook haar master-diploma in filosofie in Poitiers.

## Loopbaan
Na haar post-doctoral fellowship aan het Center for International Affairs van Harvard-universiteit, heeft Sassen zowel in als buiten de V.S. verschillende academische posities bekleed. Op dit moment is ze Ralph Lewis Professor of Sociology aan de Universiteit van Chicago en Centennial Visiting Professor of Political Economy bij het departement voor sociologie aan de London School of Economics.
Van 1980 tot 1990 werd ze gerekend tot de meest beduidende schrijvers over stadsontwikkeling in de sociologie. Ze deed onderzoek naar de processen van globalisering en immigratie van werk en kapitaal en de invloed van moderne communicatiemiddelen daarop. Zo concludeerde Sassen dat de natiestaat zijn invloed op deze ontwikkelingen verliest.
Zij heeft zich sindsdien gespecialiseerd in transnationale immigratiestromen waarin zij het fenomeen van de global city beschrijft. Dankzij haar boek met de gelijknamige titel (Global City), uit 1991, werd zij al snel een van de meest geciteerde schrijvers over globalisering. In 2001 werd het boek herzien opnieuw uitgegeven. In 2002 trad ze als een van de deskundigen op in de documentaire Zandkastelen van Alexander Oey, naast Arnoud Boot en Khyentse Norbu.
Vanaf 2007 waren haar onderzoek en publicaties, met termen als de-nationalisering en transnationalisme, meer gericht op immigratie en globalisering. 
Sassens boeken zijn in twaalf talen vertaald en ze is lid van de Club van Rome.
Op 15 mei 2013 is haar de Spaanse wetenschappelijke Prins van Asturiëprijs, in de categorie sociale wetenschappen, toegekend.
- Biblioteca Nacional de España: XX1113354
- Bibliothèque nationale de France: cb12280466g (data)
- Catàleg d'autoritats de noms i títols de Catalunya: 981058517764906706
- CiNii: DA02863245
- Gemeinsame Normdatei: 12292794X
- International Standard Name Identifier: 0000 0001 1661 8962
- Library of Congress Control Number: n84043560
- Nationale Bibliotheek van Letland: 000191670
- Bibliotheek van het Japanse parlement: 00474445
- Nationale Bibliotheek van Tsjechië: jo2006346303
- Nationale Bibliotheek van Israël: 987007304510005171
- Nationale Bibliotheek van Polen: a0000002088781
- Nederlandse Thesaurus van Auteursnamen: 073417556
- Istituto Centrale per il Catalogo Unico: MILV093703
- SNAC: w6q319f9
- Système universitaire de documentation: 031625649
- Union List of Artist Names: 500238561
- Virtual International Authority File: 66527919
- WorldCat: E39PBJtrRWwfd3499qkMCBqG73